# Келін Петер Нецер
Ке́лін Пе́тер Не́цер (рум. Călin Peter Netzer, МФА: [kəˈlin ˈpetər ˈnet͡sər]; нар. 1 травня 1975, Петрошань, Хунедоара, Румунія) — румунський кінорежисер.

## Біографія
Келін Петер Нецер народився 1 травня 1975 року в Петрошані, Румунія. У 1983 році його сім'я емігрувала до Німеччини, де він і виріс. Після закінчення школи Нецер повернувся до Румунії та з 1994 по 1999 рік вивчав кінорежисуру в Академії театру і кіно в Бухаресті.. Після створення низки короткометражних фільмів, Нецер дебютував у 2003 році повнометражним фільмом «Марія» (рум. Maria), який отримав спеціальний приз молодіжного журі Міжнародного кінофестивалю у Локарно. Його третій фільм, сімейна драма «Поза дитини» (рум. Pozitia copilului, 2009), здобув «Золотого ведмедя» на 63-му Берлінському міжнародному кінофестивалі. Фільм було відібрано від Румунії на здобуття премії «Оскар» 2014 року в категорії за найкращий фільм іноземною мовою.
Четверта повнометражна режисерська робота Нецера 2017 року, драма «Ана, моя любов», був відібраний для участі в основній конкурсній програмі 67-го Берлінського міжнародного кінофестивалю.

## Фільмографія
| Рік  | Назва українською | Оригінальна назва | Режисер | Сценарист | Продюсер |
| ---- | ----------------- | ----------------- | ------- | --------- | -------- |
| 2003 | Марія             | Maria             | Так     | Так       |          |
| 2009 | Медаль за відвагу | Medalia de onoare | Так     |           |          |
| 2013 | Поза дитини       | Pozitia copilului | Так     | Так       | Так      |
| 2016 | Альбом            | Albüm             |         |           | Так      |
| 2017 | Ана, моя любов    | Ana, mon amour    | Так     | Так       | Так      |

## Визнання
Загалом Келін Петер Нецер отримав за свої фільми 20 фестивальних та професійних нагород та 13 номінацій.
| Рік                                   | Категорія                                 | Фільм             | Результат |
| ------------------------------------- | ----------------------------------------- | ----------------- | --------- |
| Міжнародний кінофестиваль у Локарно   |                                           |                   |           |
| 2003                                  | Золотий леопард                           | Марія             | Номінація |
| 2003                                  | Приз молодіжного журі — Спеціальна згадка | Марія             | Перемога  |
| Премія Гопо                           |                                           |                   |           |
| 2011                                  | Найкращий художній фільм                  | Медаль за відвагу | Номінація |
| 2011                                  | Найкращий режисер                         | Медаль за відвагу | Номінація |
| 2014                                  | Найкращий художній фільм                  | Поза дитини       | Перемога  |
| 2014                                  | Найкращий режисер                         | Поза дитини       | Перемога  |
| 2014                                  | Найкращий сценарист                       | Поза дитини       | Перемога  |
| 2016                                  | Найкращий документальний фільм            | Мережа            | Номінація |
| Берлінський міжнародний кінофестиваль |                                           |                   |           |
| 2013                                  | Золотий ведмідь                           | Поза дитини       | Перемога  |
| 2013                                  | Приз ФІПРЕССІ                             | Поза дитини       | Перемога  |